# オワ＝プラージュ
オワ＝プラージュ （Oye-Plage、フラマン語:Ooie）は、フランス、オー＝ド＝フランス地域圏、パ＝ド＝カレー県のコミューン。県最大の面積を持つコミューンである。

## 地理

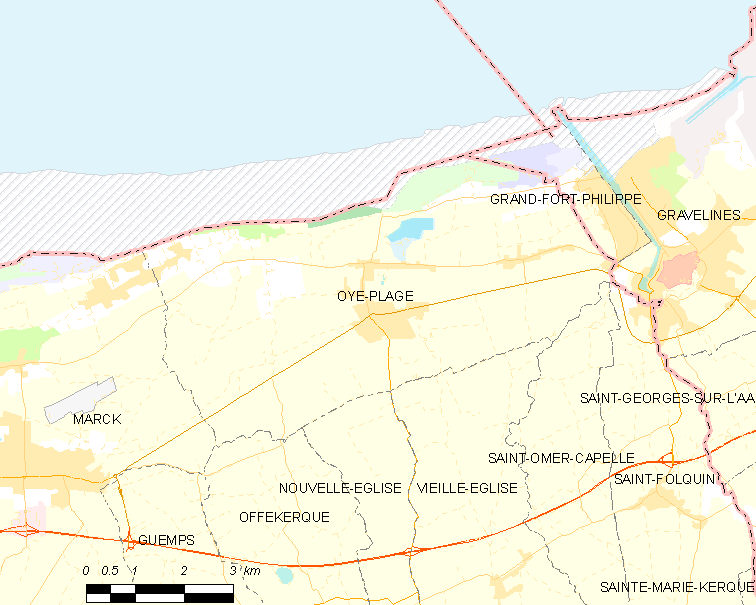
位置

### 位置
フランドルの海岸平野にあるオワ＝プラージュは北海に面し、パ＝ド＝カレー県とノール県の境界にある。直線距離でカレーの13キロメートル東、ダンケルクの西25キロメートル、サントメールの北西29キロメートルにあり、リールとは81キロメートル、アラスとは92キロメートル離れている。

### 地勢
コミューンの土壌は、完新世にさかのぼる海洋性の堆積物で構成される。かつてのアー川デルタ地帯にあたるこのコミューンの地は、9世紀頃まで水中にあった。そのほとんどが海抜4メートル以下で、沿岸砂丘の最高地点は海抜15mである。コミューンは全長9キロメートルの海岸と接し、かつてのノール・パ＝ド＝カレー地域圏内のコミューンで最長の海岸線を持っている。東のエカルディーヌ浜から西のエム・ドワ浜にかけて砂丘が連なっている。
オワでは多数の排水溝、ワトラング（Watringues、海抜0メートル以下の湿原から排水させるための水路、溝）が横切っており、そのうちで最も重要なのがグランドゼムのワトラングである。オワ川はガンを水源とし、13.5キロメートルを流れた後にノール県のグラン＝フォール＝フィリップにおいてアー川と合流する。

### 環境

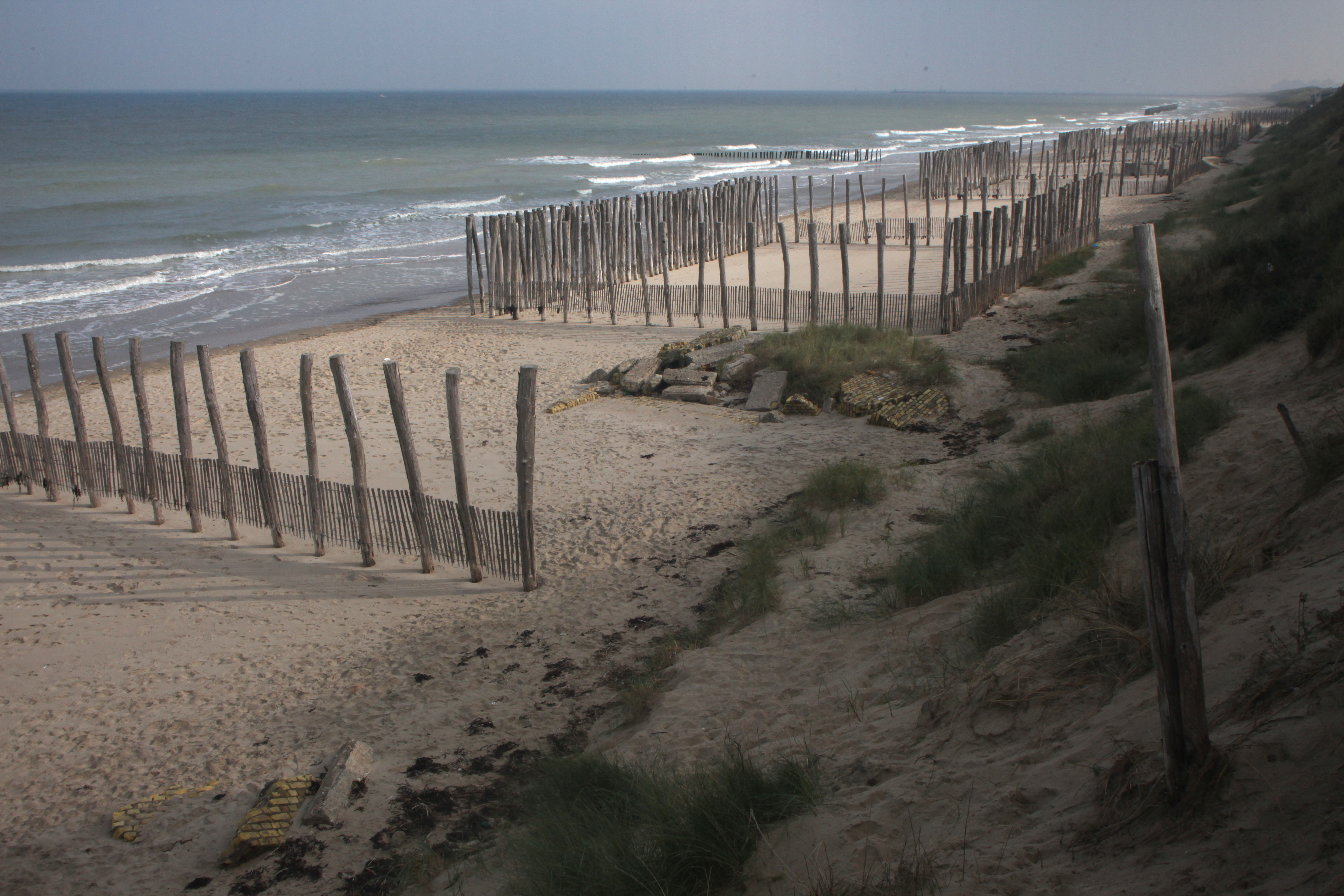
プラティエ・ドワ国立自然保護区

コミューン面積の一部は近年、海からの砂と泥の堆積によって得られている（現在は沿岸域保全整備機構が所有するプラティエ・ドワ国立自然保護区となっており、合同組合エデン62が管理を行う）。環境・計画・住宅地域総局の調査によると、アー川河口の南にある狩猟小屋一帯は、エカルディーヌ地区の低地と同様に、沿岸洪水に脅かされる可能性がある（100年に1度の規模の洪水が発生すると15分後には水没する）。
コミューン面積には、何世紀も前に完成した干拓地が含まれる。近年の記録では、1953年に発生した嵐でターフ・ダム（18世紀完成。4つあった古い製塩所の名前の1つがつけられた。要塞から製塩所に向かうには堤防上の小道を使った）が決壊し、海水がコミューンの一部に浸水した。また、1925年堤防は、暴風雨が発生した場合脆弱である。
19世紀には、こうした堤防は特別な『堤防と砂丘』警察によって保護されており、2名の道路修理業者のうち1人が永続的な保全作業（杭や棒、堰の設置、土留めとなる草アムモフィラ・アレナリアの植え付け、粘土の追加）を行っていた。彼らの賃金と追加の作業は、彼らが享受した保護の程度に応じて、こうして海洋侵食から保護された干拓地の土地所有者から支払われる強制的な寄付によって賄われていた。『草を刈ったり取り除く』（受益者を除く）、『砂を掘って取り除く』、ウサギを飼う、荷車やウマ、ウシを通過させることには罰金が課せられ、禁止されていた。
オワ＝プラージュの町は、グラヴリーヌ原子力発電所から直線距離で8キロメートル圏内にある。

### 気候
沿岸の町は明らかに海洋性気候の影響を受けている。気温格差の振幅は小さく、冬は温暖で夏は涼しい。霜や雪が見られる日は多くない。風のせいで天気が変わりやすい。なぜなら風は頻繁に吹いて時には荒れやすく、風向きに応じて天候に影響を与えるからである。

### 交通
コミューンはA16号線の北に位置し、50番インターチェンジを利用する。A25号線、A26号線、海峡トンネル、カレー港フェリー・ターミナルも近い。コミューンの東西を県道119号線と、カレーとダンケルクの間を走る県道940号線が横切る。コミューンを南北に縦断する県道219号線はオドリュイク方面をつなぐ。
鉄道のTERノール・パ＝ド＝カレーのカレー-ダンケルク間路線がコミューン内を通るが、コミューンに鉄道駅はない。

## 由来
オワ＝プラージュは、非常に古い起源をもち、中世ラテン語で書かれた中世の古文書では、古名Villa-Oyaと記されている。8世紀にはOgiaとして言及されている。その名前は、『島』、拡大解釈して『湿った草地』となる（augia、水上または水中を意味するゲルマン語のaujōに由来）。満潮がヴァッテン湾に浸水した時、現在のコミューンの土地の一部がかつて沈まない島を形成したことを想起させる。
1913年、海水浴が流行となったとき、オワはコミューン議会の決定によってオワ＝プラージュの名称となった。
オワ住民の自称であるAnsérienは、ラテン語のanser（雁）からの学術的派生で、よくあることだが、空想的な語彙に基づいている。確かに、俗ラテン語のaucaから派生したフランス語のoie（雁）であるという誤ったoyeの説明に基づいている。後者は古フランス語におけるoe、oueを正式にもたらしたが、フランス東部で出現した後の時代の変化形であるoye/oieではない。

## 歴史
コミューンは過去の記録を多く持っていない。1259年までのオワ子爵の時代はブローニュ伯の影響下にあった。1346年まではアルトワ伯領に属した。1558年までイングランド領になり、その後はフランス王国のオワ伯領の名のもとにあった。
879年にヴァイキングが上陸し、モリニ族（ベルギカのガリア人）を襲撃した。モリニ族の港は徐々に堆積で埋まり、18世紀に完全に封鎖された。
1170年代、ギーヌ伯ボードゥアン2世は全員が出席した厳粛な法廷をギーヌで開いた。その頃ウスタシュ・ドワは他の領主たちとの担保の一部となっており、十分の一税はアドルフ・ダレスがサン・メダール・ダンドレス修道院長ピエールにマルク銀貨85枚として献金していた。ギーヌ伯ボードゥアン2世がサン・メダール・ダンドレス修道院の守護者および弁護人としてこの集会を開催したのは、アンリ・ド・カンパーニュがギーヌにてその兄弟ボードゥアン・ド・カンパーニュの援護者と戦わねばならなかった日であった。
1309年、ジャン・ステクタザン・ドワの未亡人マティルドは、グラヴリーヌの市参事会員を前に、ブルブール修道院から合計60リーヴルの大金を借りていることを認めた。
1439年7月6日、オワ城にてフランス＝イングランド間の和平会議が開催された。
初期はフランドルへの、次にスペイン軍の道を封鎖する使命を負っていた砦と城は、現在何も痕跡を残していない。
聖メダールに献堂された教会には、1346年のカレー包囲戦で戦死したイングランドの偉人たちが埋葬され、そして1558年のカレー包囲戦とグラヴリーヌの戦いで戦死したフランス人が埋葬されている。
過去の唯一の証人である教会の塔は1953年に復元された。塔はメアリー女王時代の1553年にイングランドが建てた。

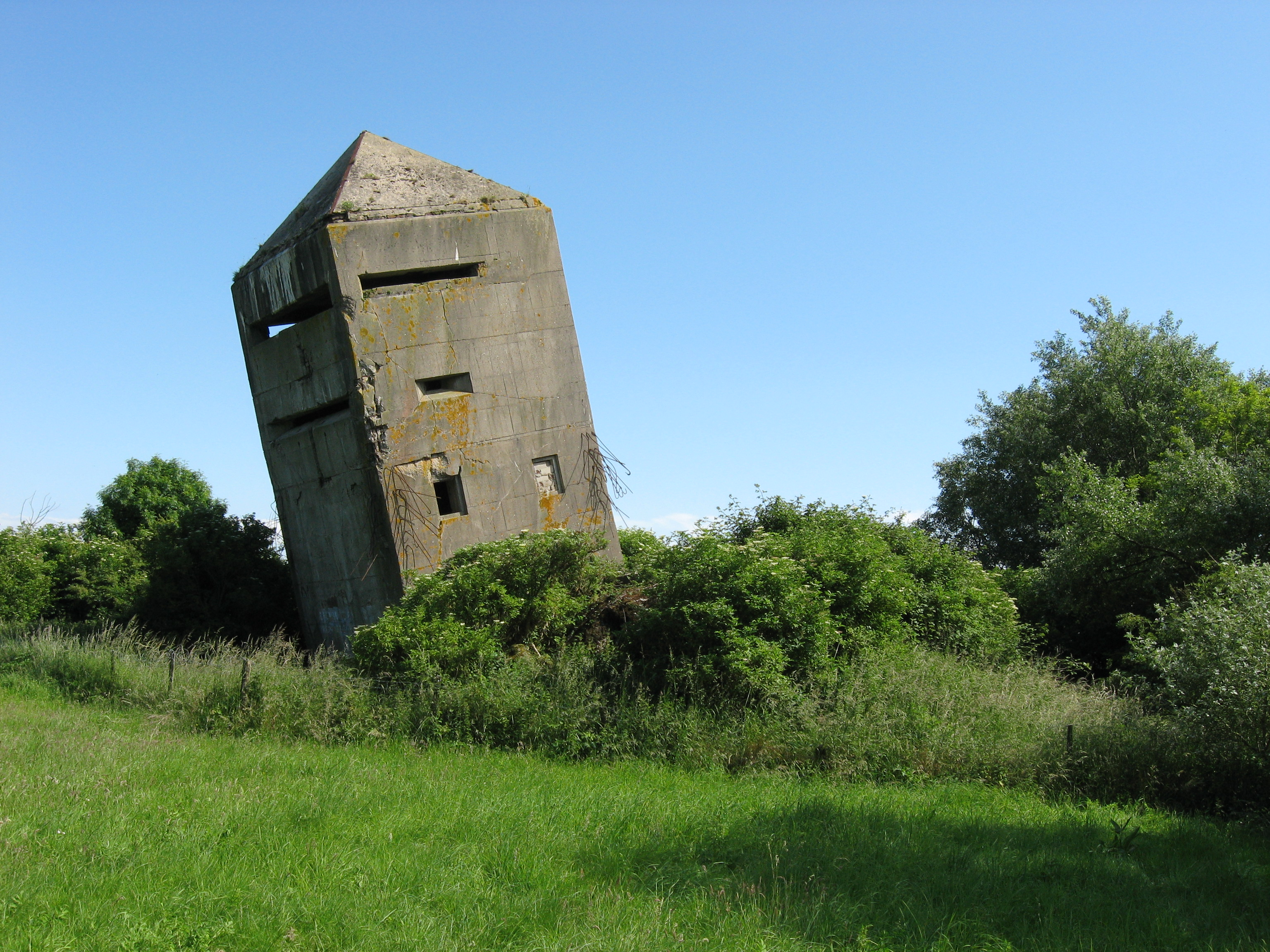
ブロックハウス

1872年、ポン・ドワに鉄道駅が設置された。20世紀初頭、オワは海水浴流行の恩恵を受けた。カジノ、別荘、施設が観光客誘致のため建設された。第一次世界大戦中、ポン・ドワ集落はサン＝フォルカンに本部のある宿営司令部の指揮下にあった。1917年6月、オワ＝プラージュはグラヴリーヌの宿営司令部の指揮下にもあった。
1942年から、連合国軍の上陸に対抗して沿岸防衛を強化するためドイツ軍によりブロックハウスの建設が行われ、沿岸の住居やカジノが解体された。オワ＝プラージュは、1944年9月6日、カナダ陸軍のトロント・スコティッシュ連隊によって解放された。町から撤退する前にドイツ軍はブロックハウスを破壊したが、そのうちの1か所は抵抗にあったため任務は完了しなかった。残ったブロックハウスは『斜塔』になっている。尖塔の形態をしており、村の尖塔と混同される可能性があったため、敵機から爆撃を受けた際におとりとして機能させることを目的としていた。
2016年12月20日の県条令により、2017年1月1日からコミューンはサントメール郡から分離しカレー郡に編入された。

## 人口統計
2018年時点のコミューンの人口は5478人で、2012年当時の人口より1.94%増加した
| 1962年 | 1968年 | 1975年 | 1982年 | 1990年 | 1999年 | 2004年 | 2009年 | 2018年 |
| ------ | ------ | ------ | ------ | ------ | ------ | ------ | ------ | ------ |
| 3014   | 3008   | 2482   | 4479   | 5678   | 5882   | 5707   | 5475   | 5478   |

参照元:1962年から1999年までは複数コミューンに住所登録をする者の重複分を除いたもの。それ以降は当該コミューンの人口統計によるもの。1999年までEHESS/Cassini、2006年以降INSEE

## 文化

### 言語
19世紀まで、コミューンでは西フラマン語が話されていた。

### 自然遺産
プラティエ・ドワ国立自然保護区は、コミューン北東部の海のそばに位置する。1987年に分類され、総面積は391ヘクタール、内訳は陸地141ヘクタール、公用である海側領域250ヘクタールである。自然保護区は、渡り鳥に好まれる一連の沿岸環境を保護している。ガイドの有無にかかわらず訪問可能である。驚くべきことに、自然保護区の東側と西側は狩猟小屋と接している。沿岸地域全体は、生態学的・動物学的・植物学的に関連する自然区域（fr）タイプ1として分類されている。砂浜の全長は9000メートルを超える。

### 歴史遺産
- ブロックハウス - 第二次世界大戦中にドイツ軍によって教会の尖塔の形で建設された。目的は、視覚的な手掛かりでドイツの標的を爆撃しようとするイギリス空軍のパイロットを欺くためであった。この偽の尖塔は、コミューンの数キロ南にある別の町の尖塔と混同される可能性がある。終戦後、この偽の尖塔を爆発物で破壊する試みがなされてきたが、それは十分ではなかった。現在、ブロックハウスは約20度傾いており、斜塔の名で呼ばれている。
- サン・メダール教会 - カレーを領有していたイングランド王国により16世紀に建設され、カンタベリー大司教座の支配下にあった。現在の建物は1863年から1880年の間に建設された。尖塔部分は1914年に建てられたが、塔の残りはメアリー1世時代の1553年に建てられ、町最古の建築物となっており、カレージ地方に残る唯一のイングランド時代の塔である。その後教会全体が建設されたのか、それとも塔と尖塔部分が既存の教会に追加されただけなのかは不明である[21]。
- 墓地 - コミューンの共同墓地には、ベルギー人およびフランス人の戦没者墓地と、コモンウェルス戦争墓地委員会（CWGC）が管理する戦没者墓地がある。

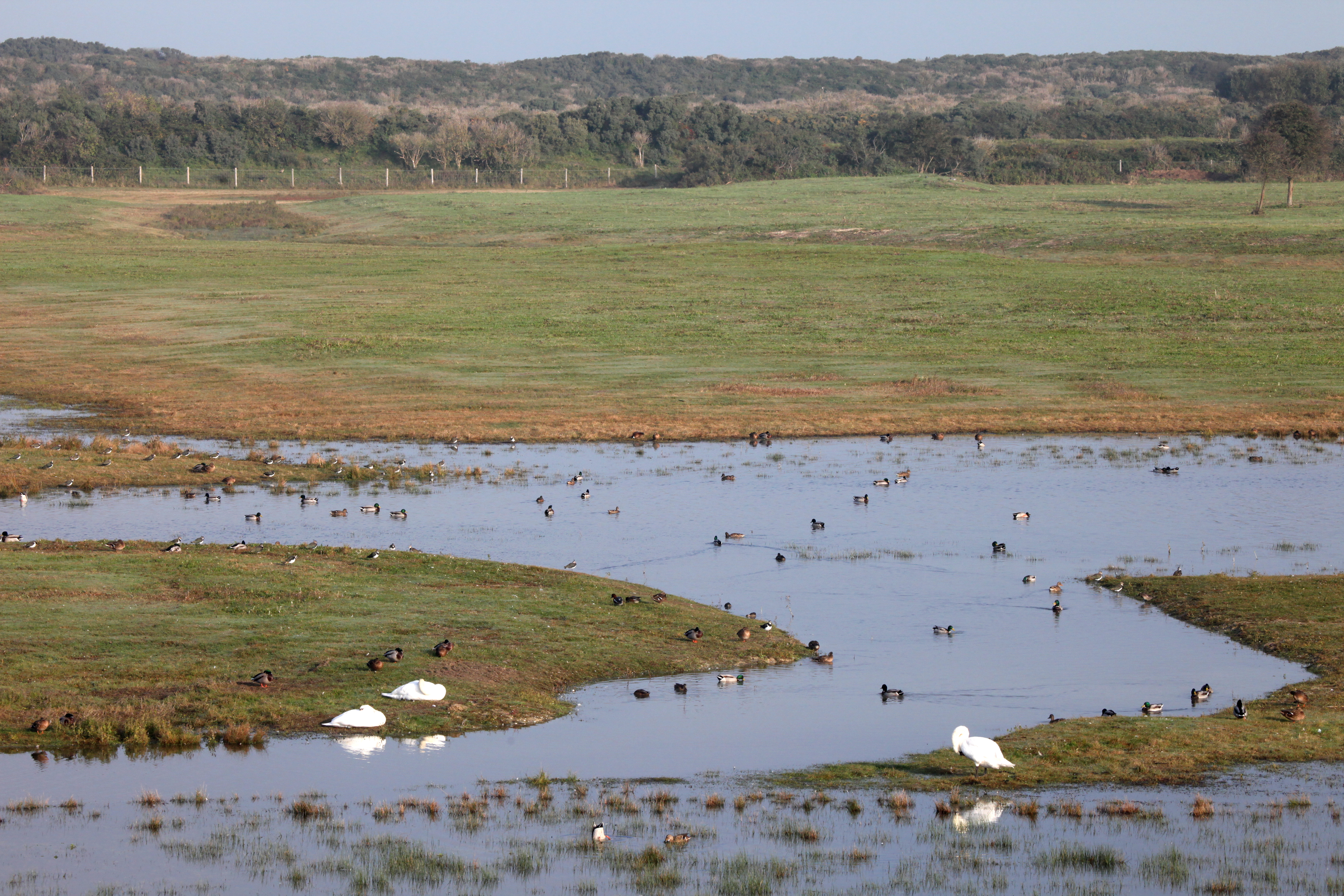
プラティエ・ドワ国立自然保護区
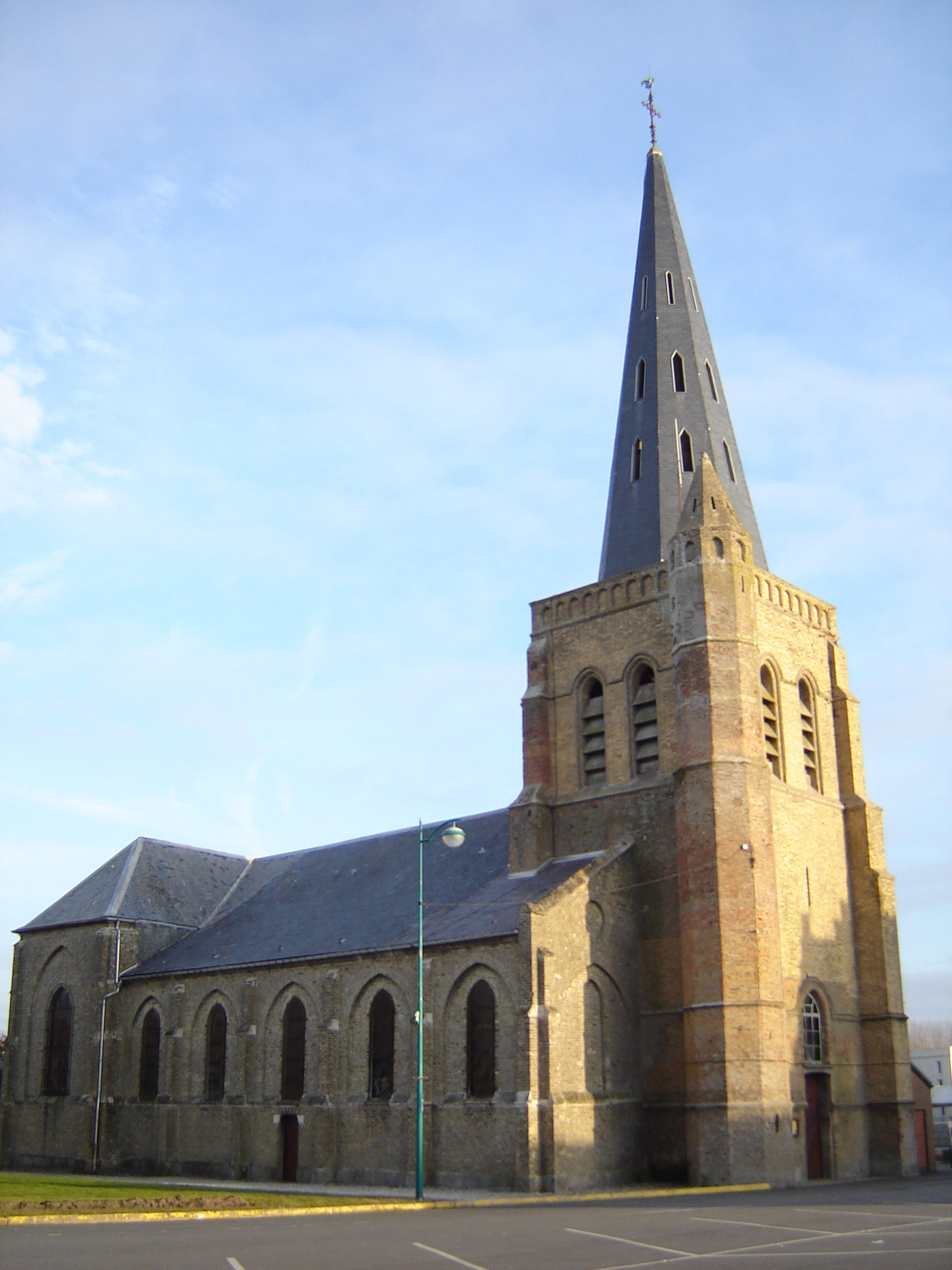
サン・メダール教会
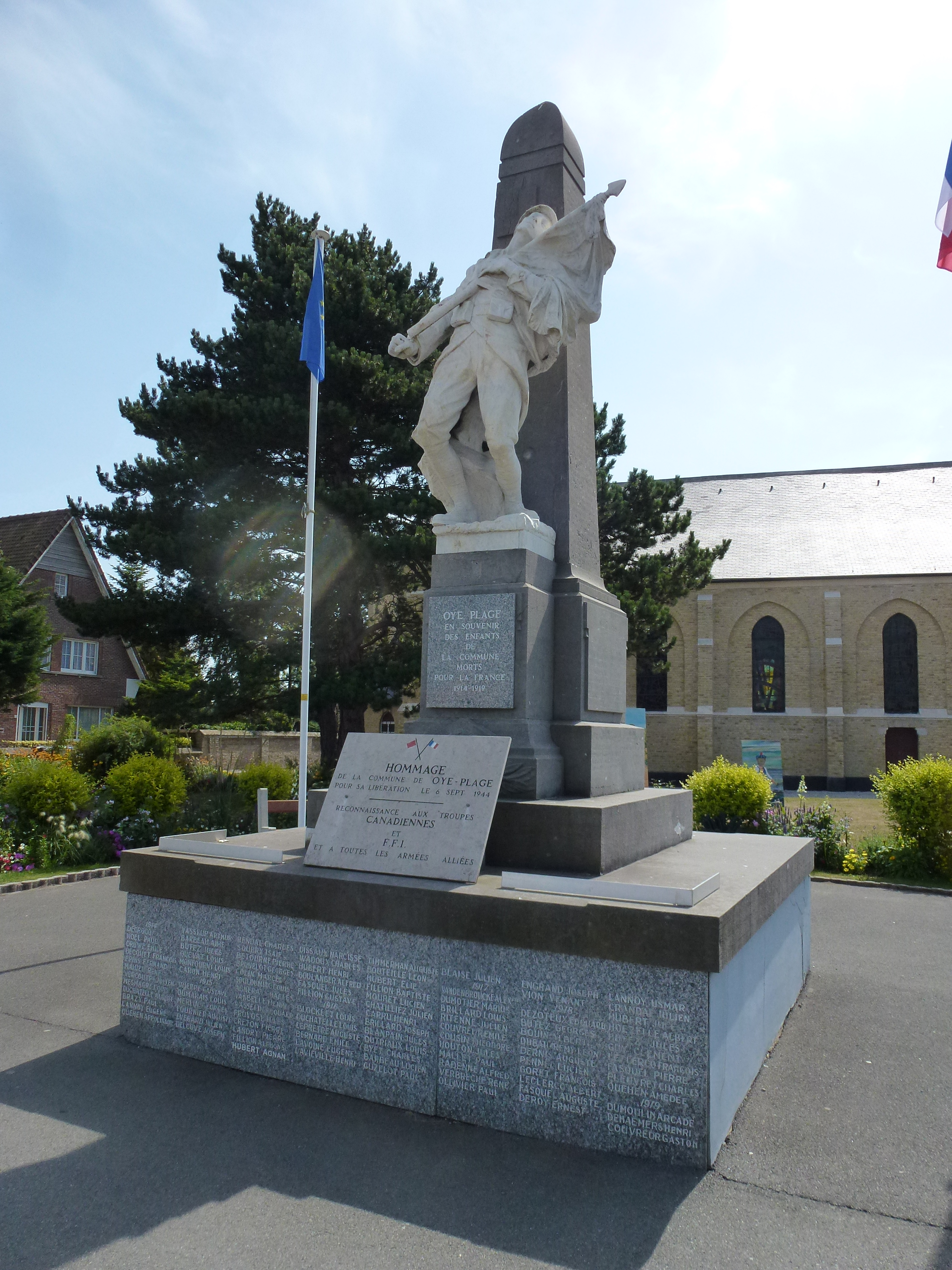
戦没者追悼碑
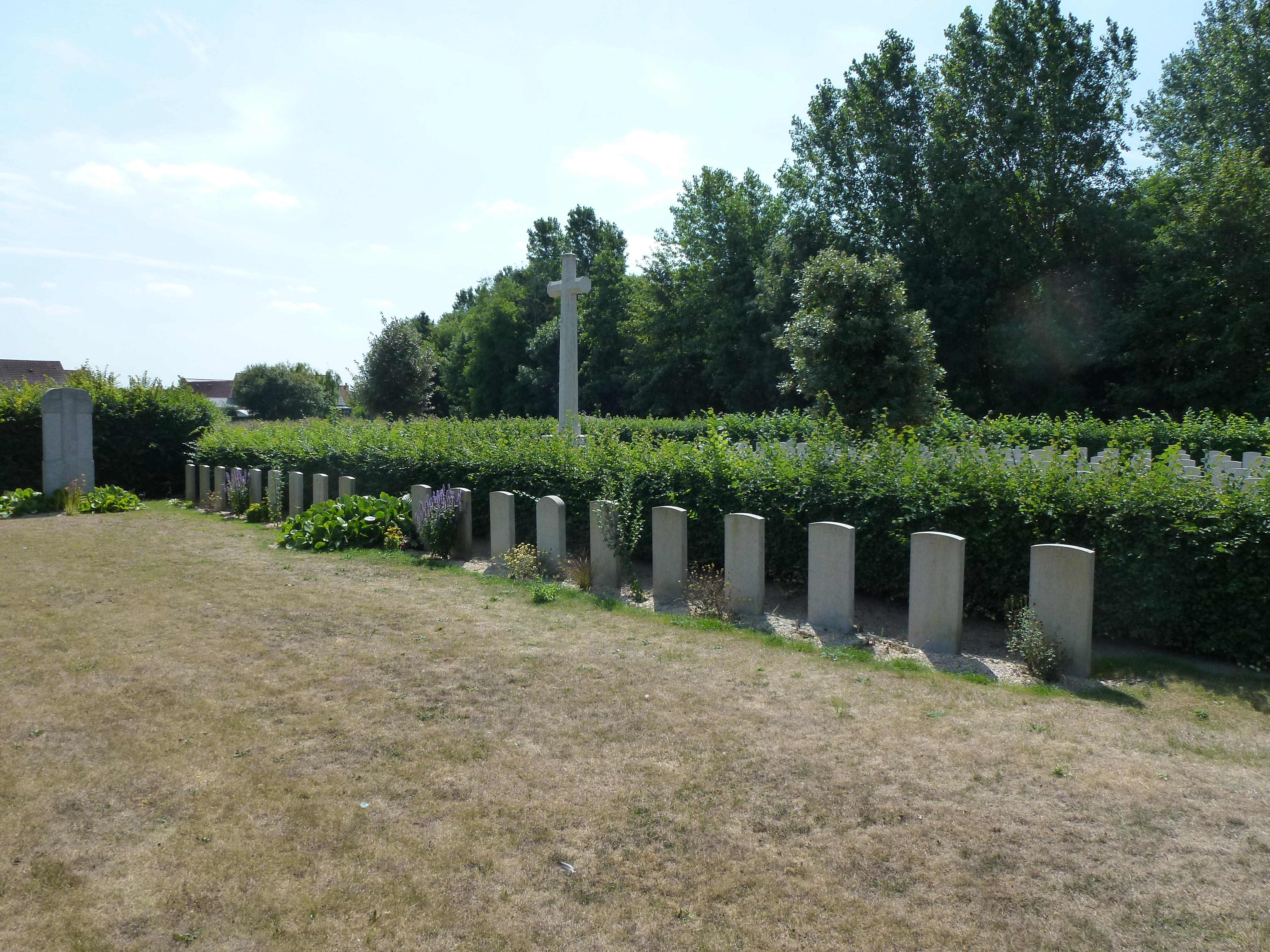
仏伯戦没者墓地
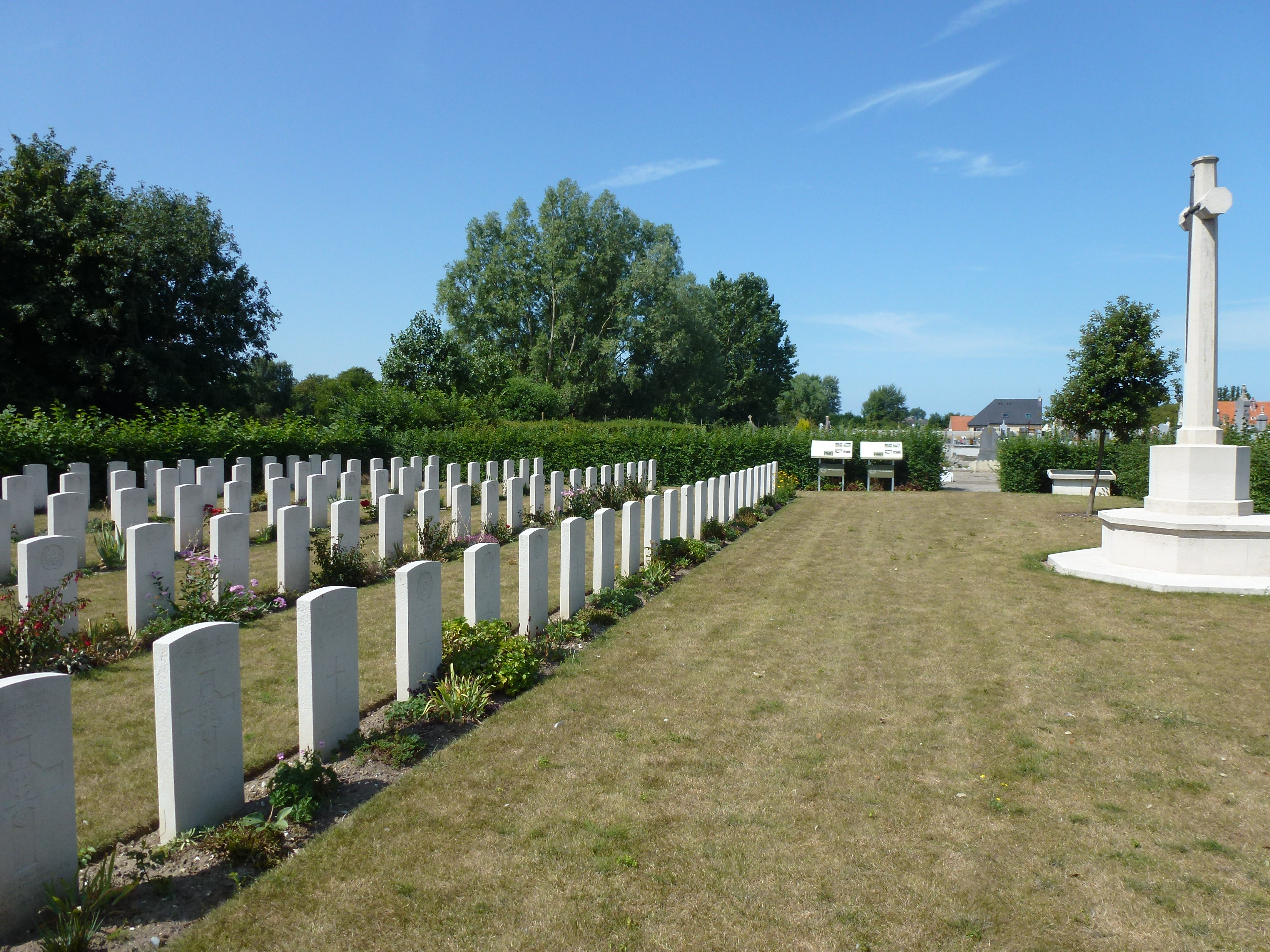
CWGC戦没者墓地